# Bryonorrisia acutifolia
Bryonorrisia acutifolia là một loài Rêu trong họ Leskeaceae. Loài này được (Mitt.) Enroth mô tả khoa học đầu tiên năm 1991.